# Національний музей і меморіал 11 вересня
Національний музей і меморіал 11 вересня (англ. National September 11 Memorial & Museum) — меморіальний комплекс, що розташований на місці зруйнованих під час теракту 11 вересня 2001 року веж-близнюків Всесвітнього торгового центру. Автором проєкту став американський та ізраїльський архітектор Майкл Арад. Ландшафтний дизайн розроблено спільно з Пітером Вокером.
Будівництво меморіалу тривало з серпня 2006 і повністю завершилось 21 травня 2014 року під керівництвом фонду «Меморіал Всесвітнього торгового центру» та Портового управління Нью-Йорку та Нью-Джерсі.

## Проєкт
У 2003 році корпорація «Розвиток Нижнього Мангеттену» оголосила міжнародний конкурс на проєкт меморіалу Всесвітнього торгового центру, як данину пам'яті загиблим в результаті терактів 11 вересня. Окремі особи і групи надсилали свої проєктні пропозиції. 19 листопада 2003 року тринадцять членів журі відібрали вісім фіналістів. 6 січня 2004 року було обрано переможця, яким став проєкт «Віддзеркалення відсутності». 14 січня 2004 року на пресконференції в Федерал-холі, був представлений остаточний варіант меморіалу.

## Будівництво
Перші будівельні бригади прибули на місце ВТЦ 13 березня 2006 року. До кінця серпня 2008 року було завершено будівництво опор фундаменту. 2 серпня 2008 року була побудована перша 7700-фунтова колонна біля місця де стояла Північна вежа. Обидва басейни були відкриті 11 вересня 2011 року до 10 річниці теракту. Розташований під басейнами музей було відкрито 21 травня 2014 року.

## Критика
Музей і меморіал отримали загалом позитивні відгуки як з боку громадськості, так і з боку родичів загиблих, проте іноді проєкт критикують за високу вартість та естетичну неспроможність.
Серед основних критичних тезисів були:
- Висока вартість: попередній кошторис витрат на меморіал вже складав 500 мільйонів доларів. Видавництво «The Wall Street Journal» охрестило проєкт як найдорожчий пам'ятник Америки.
- За первісним задумом пам'ятник мав знаходитись під землею, проте в решті решт імена загиблих встановили вище рівня землі.
- Імена загиблих: представники Департаменту поліції Нью-Йорка та Пожежного департаменту Нью-Йорка наполягають що імена загиблих службовців мають бути відокремлені від цивільних осіб. Крім того, на додачу до імен треба було вказати роки служби, нагороди та звання.

## Галерея

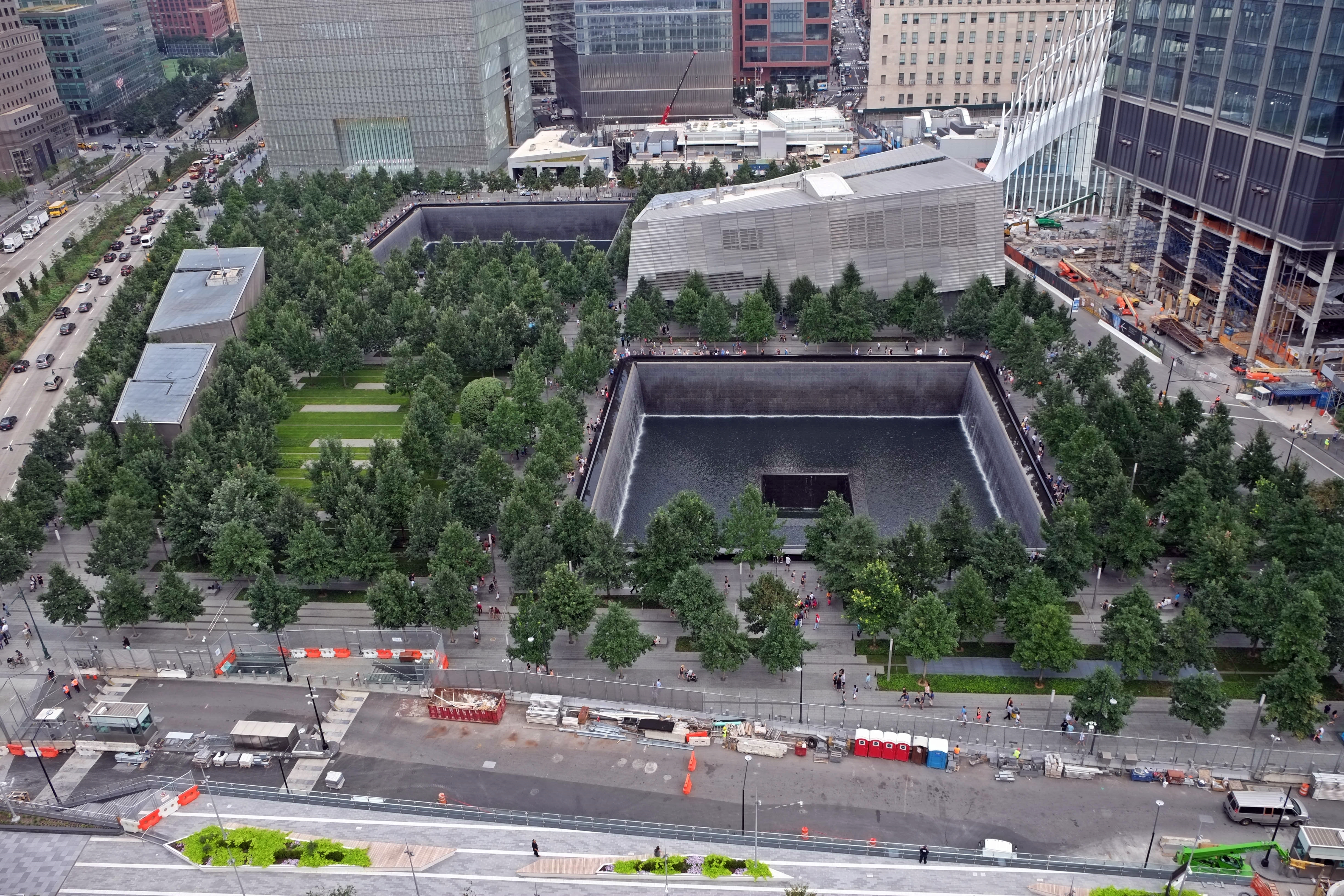
Парк, меморіал (два басейни на місці веж) і будівля музею
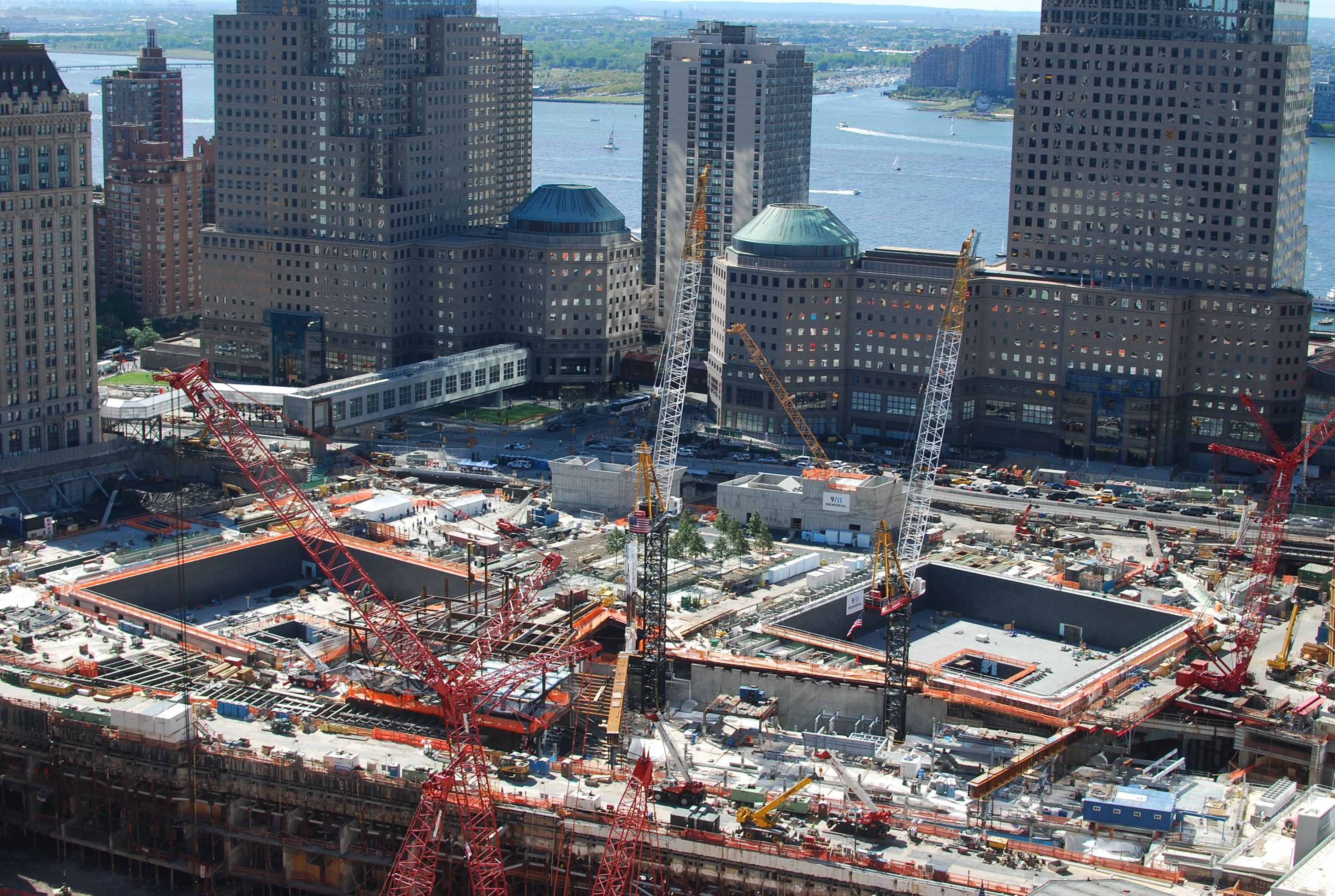
Будівництво меморіалу
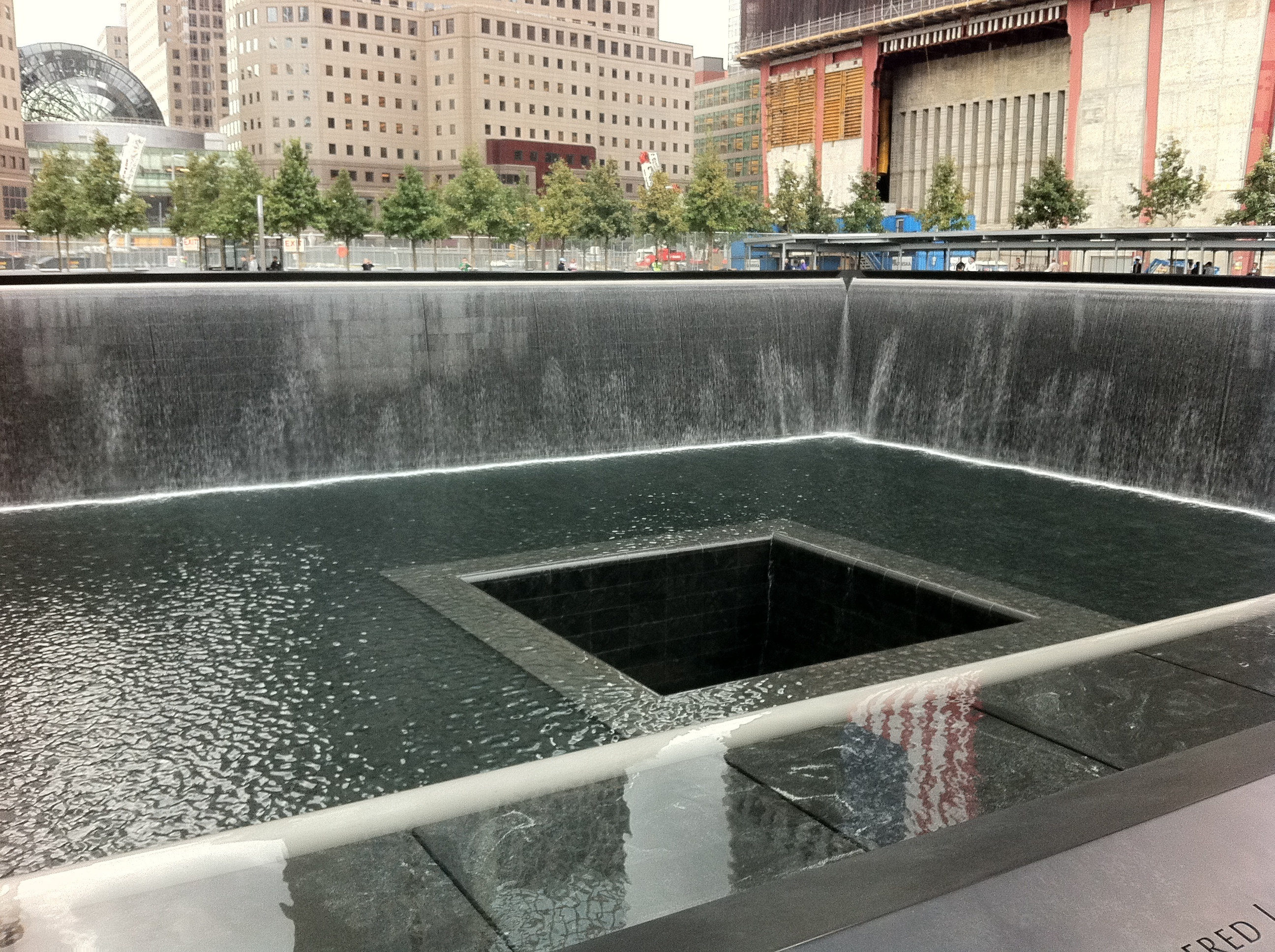
Басейн на місці Північної вежі
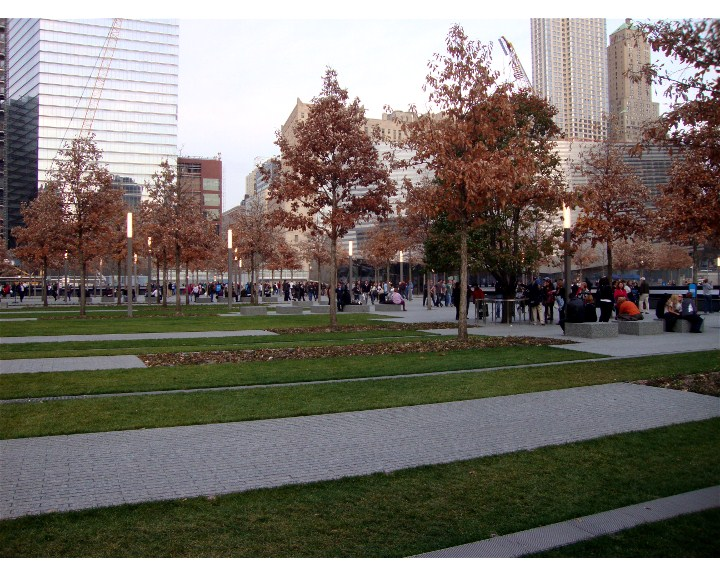
Парк
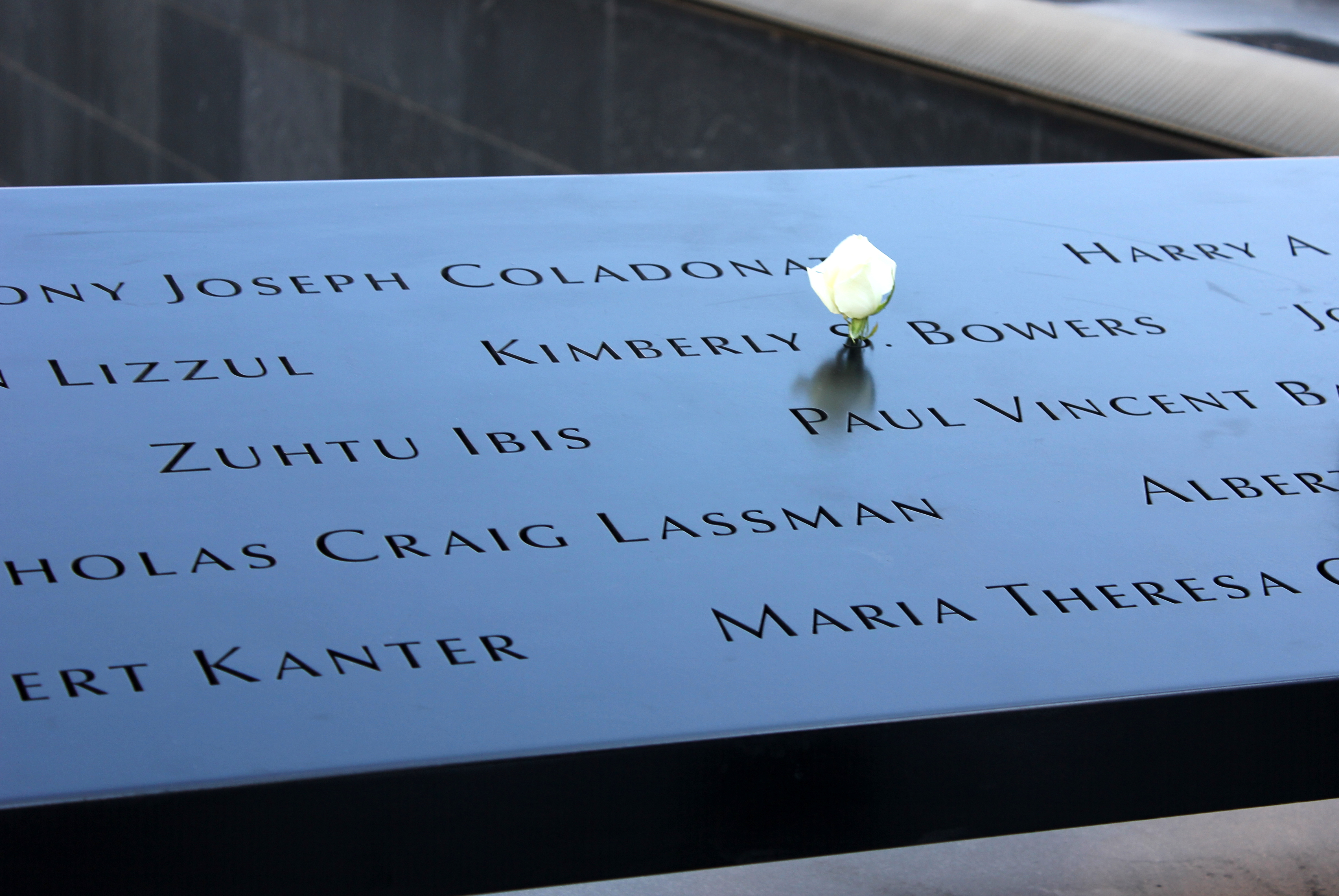
Панель з іменами загиблих
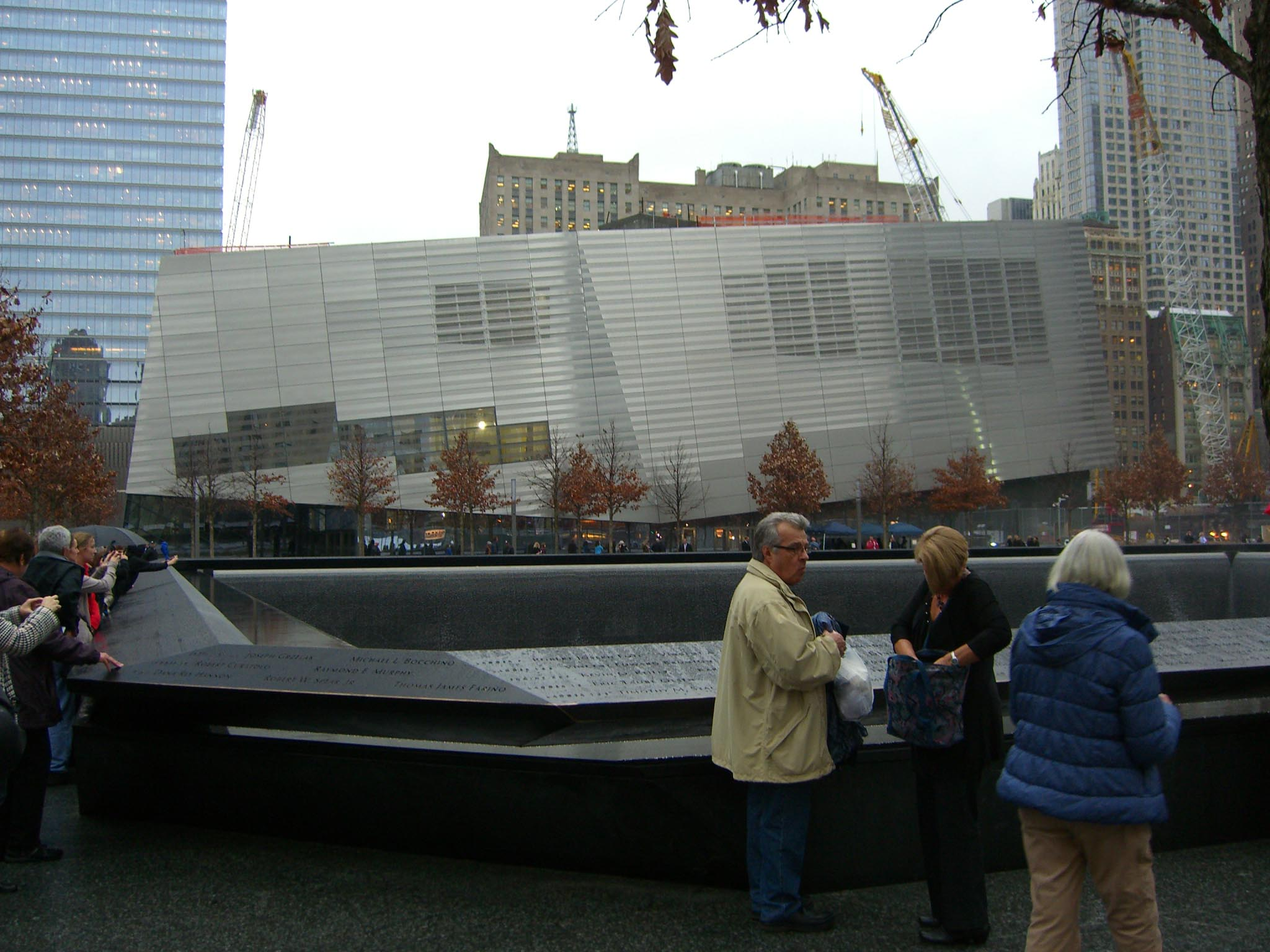
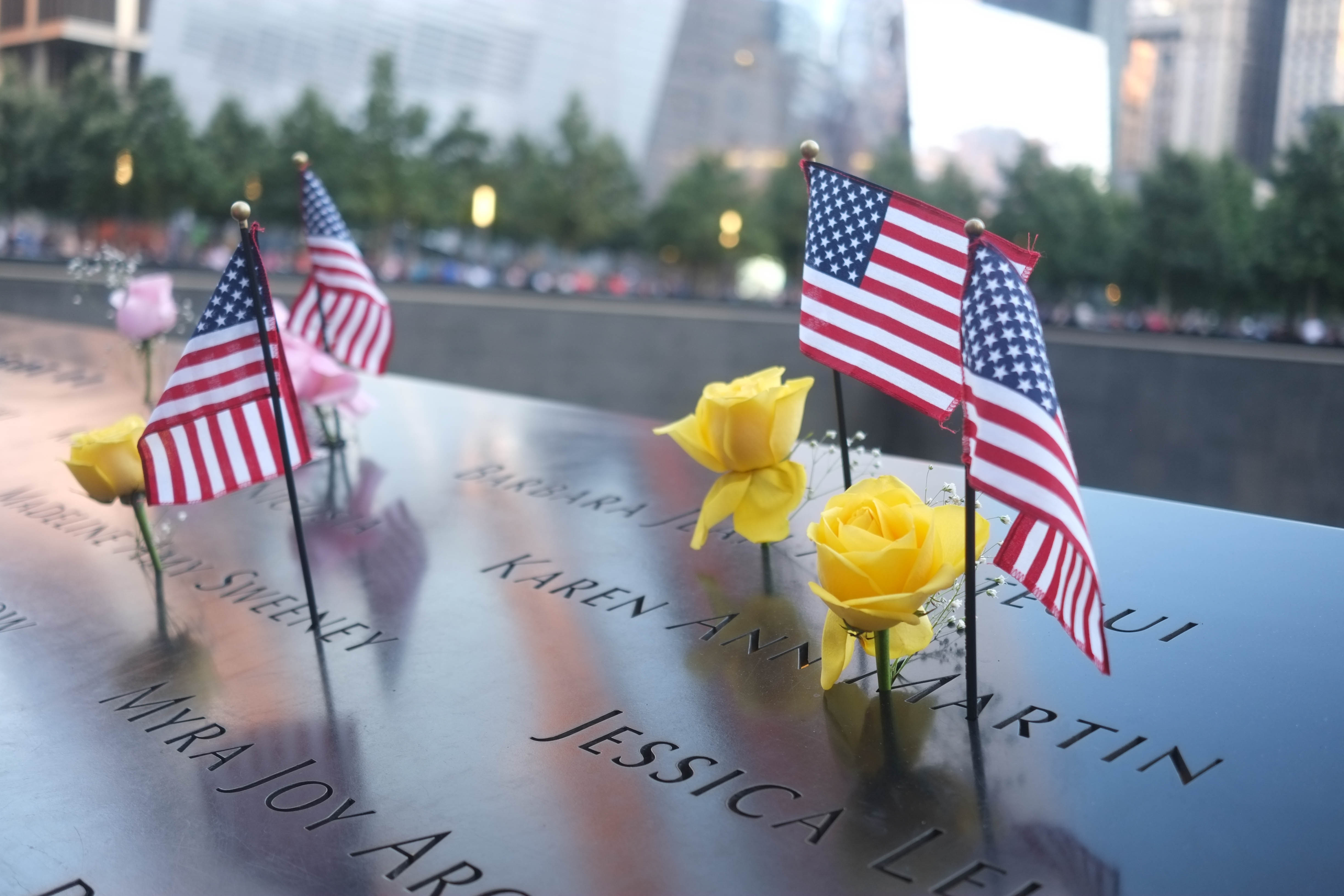
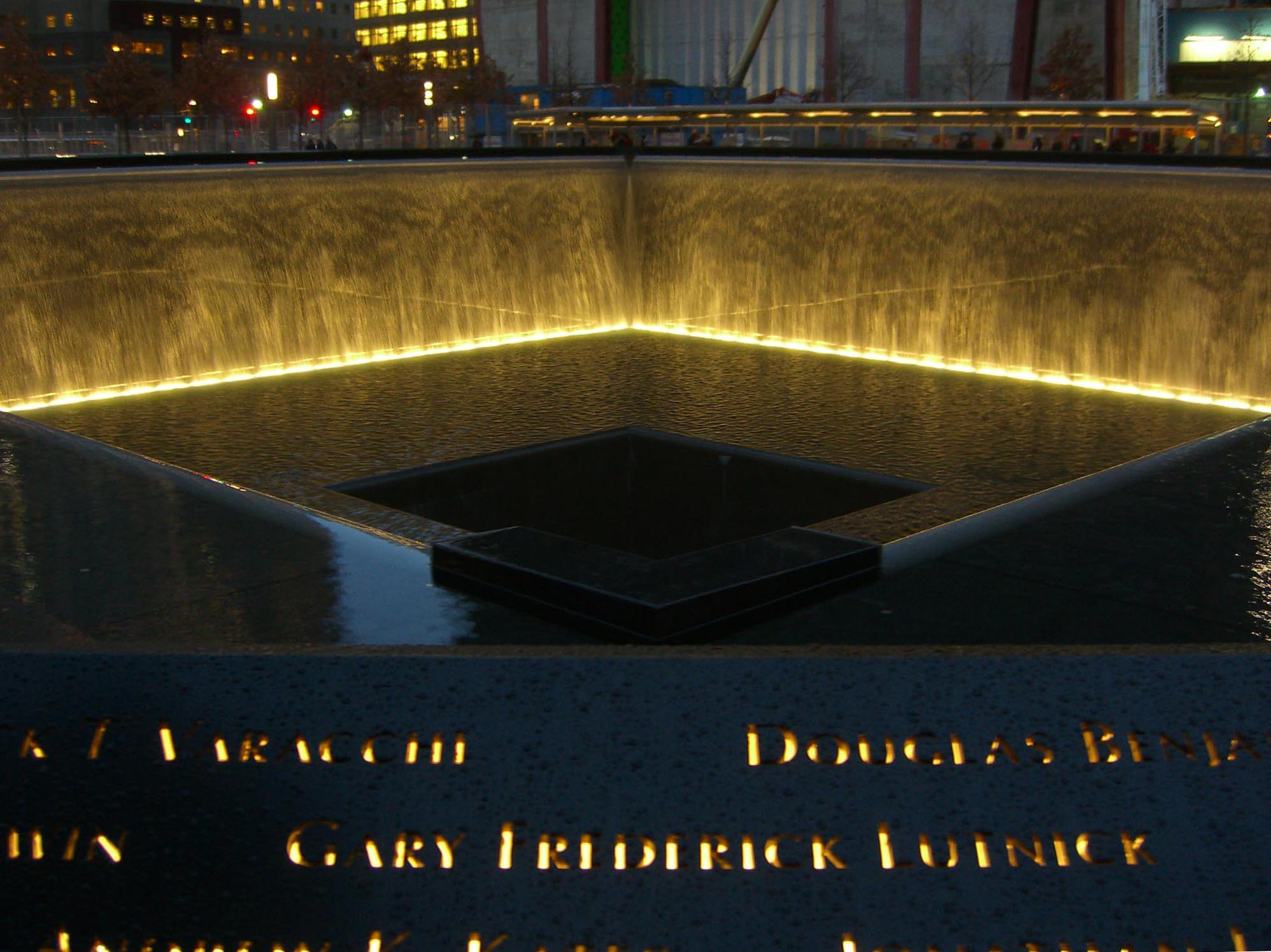
Північний басейн вночі